# BMW M73

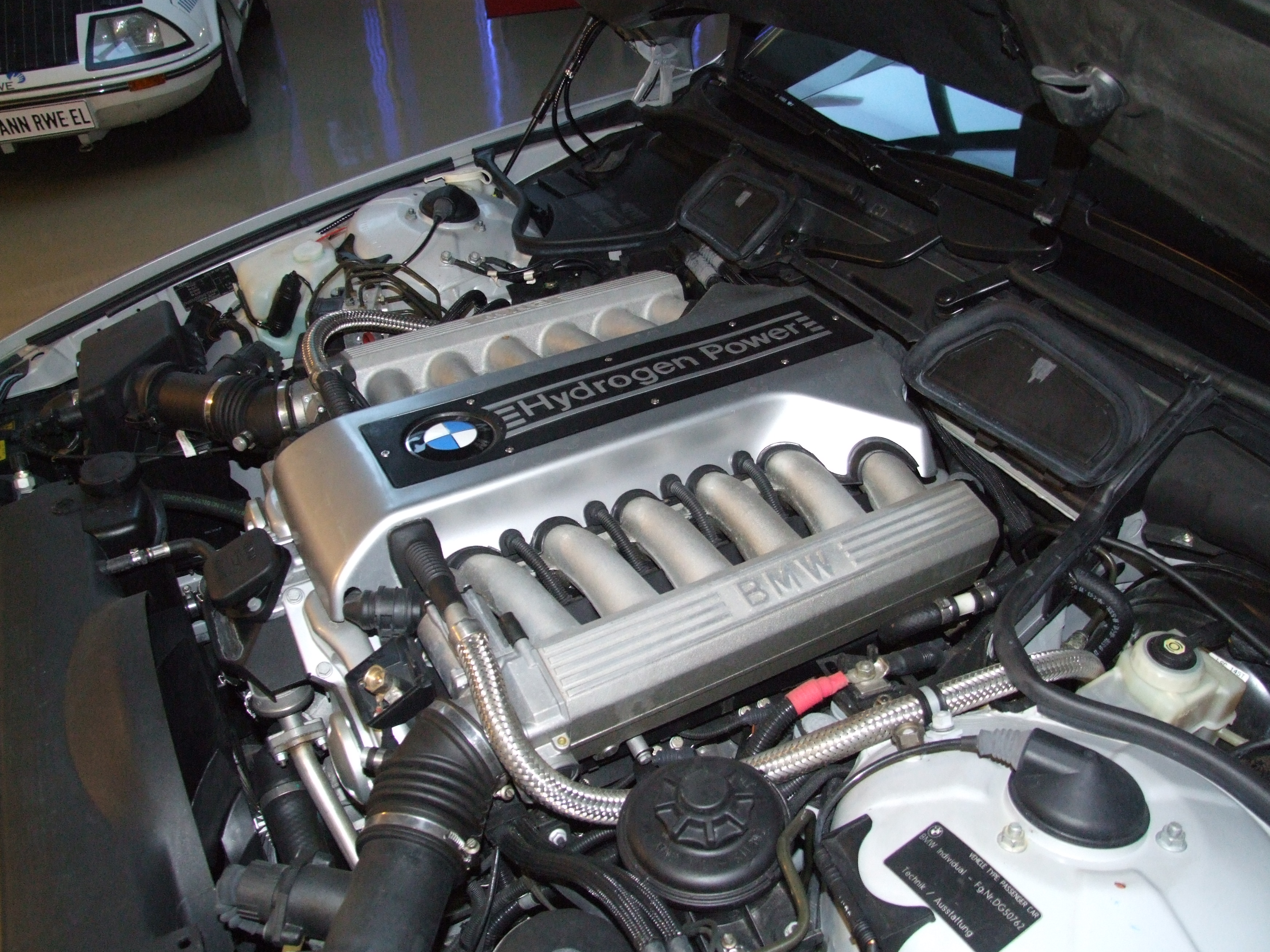
M73 на водороде в BMW E38

BMW M73 — бензиновый двигатель внутреннего сгорания немецкого автоконцерна BMW, производство которого началось в 1994 году и закончилось в 2002 году. Пришёл на смену двигателю BMW M70. Устанавливался на автомобили BMW E31 и BMW E38.
Блок цилиндров изготовлен из алюминиевого сплава. В то время, как у предыдущей модели 4 клапана, у BMW M73 2 клапана. Вибрация двигателя была снижена, благодаря подшипникам от двигателя BMW M60. В 1999 году двигатель BMW M73 получил катализатор для соответствия стандартам Евро-3 и Евро-4. С 2000 года существовал двигатель на водородном топливе.
Водородный двигатель отличается от бензинового клапанами и электронной системой форсирования смеси. В 1999 году двигатель получил премию «Двигатель года».

## Технические характеристики
| Тип      | Объём    | Диаметр × Ход поршня | Клапанов | Степень сжатия | Мощность при об/мин          | Крутящий момент при об/мин | Годы производства |
| -------- | -------- | -------------------- | -------- | -------------- | ---------------------------- | -------------------------- | ----------------- |
| M73B54   | 5379 см3 | 85,0 × 79,0 мм       | 2        | 10,0:1         | 240 кВт (326 л. с.) при 5000 | 490 Н*м при 3900           | 1994—1998         |
| M73TUB54 | 5379 см3 | 85,0 × 79,0 мм       | 2        | 10,0:1         | 240 кВт (326 л. с.) при 5000 | 490 Н*м при 3900           | 1998—2002         |
| Alpina   | 5980 см3 | 86,4 × 85,0 мм       | 2        | 10,25:1        | 316 кВт (430 л. с.) при 5400 | 600 Н*м при 4200           | 1999—2002         |